# Chair de poule
Chair de poule is een Franse misdaadfilm uit 1963 onder regie van Julien Duvivier. Het scenario is gebaseerd op de roman Come Easy – Go Easy (1960) van de Britse auteur James Hadley Chase.

## Verhaal
Tijdens een overval schiet Paul Genest iemand dood en wordt Daniel Boisset neergeschoten en gearresteerd. Hij kan echter ontsnappen uit de gevangenis en duikt onder in de Provence. Daar raakt hij bevriend met Thomas en Maria. Wanneer Maria de identiteit van Daniel achterhaalt, wil ze dat hij een kluis openmaakt, zodat ze er met geld vandoor kan gaan. Wanneer Thomas achter haar plannen komt, doodt Maria hem. Dan daagt Paul weer op. 

## Rolverdeling
| Acteur             | Personage      |
| ------------------ | -------------- |
| Robert Hossein     | Daniel Boisset |
| Jean Sorel         | Paul Genest    |
| Catherine Rouvel   | Maria          |
| Georges Wilson     | Thomas         |
| Lucien Raimbourg   | Roux           |
| Nicole Berger      | Simone         |
| Jacques Bertrand   | Marc           |
| Jean-Jacques Delbo | Joubert        |
| Sophie Grimaldi    | Starlet        |
| Jean Lefebvre      | de priester    |
| Robert Dalban      | de brigadier   |